# Associazione Calcio Spezia 1991-1992
Questa pagina raccoglie le informazioni riguardanti l'Associazione Calcio Spezia nelle competizioni ufficiali della stagione 1991-1992.

## Stagione
Nella stagione 1991-1992 lo Spezia disputa il girone A della Serie C1, restando agli ordini del confermato tecnico Ferruccio Mazzola, inizia la stagione superando insieme all'Alessandria il primo turno di Coppa Italia, poi nei sedicesimi di finale però, il doppio derby con la Massese vedrà gli aquilotti perdere di misura, ed essere eliminati dalla competizione. Il campionato inizia male, con tre sconfitte nei primi quattro incontri, poi pian piano la squadra bianconera si riprende e va a chiudere il girone di andata con 18 punti, a metà classifica. La squadra bianconera segna poco, la piazza mugugna, e Ferruccio Mazzola, dopo la secca sconfitta interna (0-2) con il Monza del 23 febbraio, ne fa le spese, ricevendo il benservito, e lasciando la panchina a Beppe Savoldi. Il tecnico bergamasco ottiene una striscia di dieci risultati utili consecutivi, con 3 vittorie e 7 pareggi, ma poi sul più bello, va a chiudere il torneo con tre sconfitte di fila, che lasciano allo Spezia l'ottava posizione.

## Rosa
| N. |                   | Ruolo | Calciatore            |
| -- | ----------------- | ----- | --------------------- |
|    | Italia (bandiera) | A     | Luca Alberti          |
|    | Italia (bandiera) | A     | Andrea Bagnoli        |
|    | Italia (bandiera) | C     | Roberto Bergamaschi   |
|    | Italia (bandiera) | D     | Roberto Carannante    |
|    | Italia (bandiera) | C     | Daniele Catto         |
|    | Italia (bandiera) | D     | Giancarlo Ciavolino   |
|    | Italia (bandiera) | D     | Augusto Di Muri       |
|    | Italia (bandiera) | A     | Paolo Alberto Faccini |
|    | Italia (bandiera) | P     | Filippo De Lorenzo    |
|    | Italia (bandiera) | C     | Fabio Gallo           |
|    | Italia (bandiera) | C     | Roberto Lazzarotto    |
|    | Italia (bandiera) | C     | Rocco Massimo Macrì   |

| N. |                   | Ruolo | Calciatore           |
| -- | ----------------- | ----- | -------------------- |
|    | Italia (bandiera) | D     | Riccardo Maurizi     |
|    | Italia (bandiera) | P     | Andrea Mazzantini    |
|    | Italia (bandiera) | C     | Liborio Mirisola     |
|    | Italia (bandiera) | P     | Luca Mondini         |
|    | Italia (bandiera) | A     | Giuseppe Mosca       |
|    | Italia (bandiera) | C     | Cristian Pepe        |
|    | Italia (bandiera) | C     | Fabio Perinelli      |
|    | Italia (bandiera) | D     | Ildebrando Stafico   |
|    | Italia (bandiera) | A     | Tomaso Tatti         |
|    | Italia (bandiera) | D     | Pier Antonio Torroni |
|    | Italia (bandiera) | C     | Stefano Vecchi       |

## Risultati

### Serie C1

#### Girone di andata
| Arbitro: | Freddi (Sassari) |

|  |           |                          |
|  | Marcatori | 13’ Messina 79’ Tedeschi |

| Arbitro: | Della Pietra (Tolmezzo) |

|  |           |           |
|  | Marcatori | 47’ Gallo |

| Arbitro: | Scarfò (Reggio Calabria) |

|  |           |             |
|  | Marcatori | 1’ Carsetti |

| Arbitro: | Pacifici (Roma) |

|                            |           |                 |
| Mandelli 27’ Brambilla 49’ | Marcatori | 60’ Bergamaschi |

| Arbitro: | Marchese (Napoli) |

|             |           |  |
| Faccini 30’ | Marcatori |  |

| Arbitro: | Alban (Bassano del Grappa) |

|               |           |                |
| Mirabelli 17’ | Marcatori | 62’, 66’ Catto |

| Arbitro: | Daneluzzi (Latisana) |

|           |           |  |
| Catto 79’ | Marcatori |  |

| Alessandria 10 novembre 1991 8ª giornata | Alessandria               | 0 – 0 | Spezia | Stadio Giuseppe Moccagatta\| Arbitro: \| D'Errico (Frattamaggiore) \| |
| Arbitro:                                 | D'Errico (Frattamaggiore) |       |        |                                                                       |

| Arbitro: | Ambrosio (Como) |

|                                 |           |                                 |
| Cotroneo 59’ (rig.) Minetto 80’ | Marcatori | 3’ Catto 51’ (rig.) Bergamaschi |

| Arbitro: | De Prisco (Nocera Inferiore) |

|                        |           |                    |
| Bergamaschi 58’ (rig.) | Marcatori | 67’ (rig.) Profumo |

| Arbitro: | L. Branzoni (Pavia) |

|                                    |           |                        |
| Civeriati 13’ (rig.) Zironelli 89’ | Marcatori | 9’ Maurizi 31’ Faccini |

| Arbitro: | Rigutto (Maniago) |

|              |           |             |
| Corrente 62’ | Marcatori | 40’ Faccini |

| Trieste 15 dicembre 1991 13ª giornata | Triestina       | 0 – 0 | Spezia | Stadio Giuseppe Grezar\| Arbitro: \| Fiori (Ravenna) \| |
| Arbitro:                              | Fiori (Ravenna) |       |        |                                                         |

| Arbitro: | Rizzo (Catania) |

|                             |           |                                |
| Maurizi 29’ Bergamaschi 59’ | Marcatori | 17’ F. Bresciani 75’ Romairone |

| La Spezia 29 dicembre 1991 15ª giornata | Spezia                         | 0 – 0 | Empoli | Stadio Alberto Picco\| Arbitro: \| Bizzotto (Castelfranco Veneto) \| |
| Arbitro:                                | Bizzotto (Castelfranco Veneto) |       |        |                                                                      |

| Arbitro: | De Santis (Tivoli) |

|  |           |             |
|  | Marcatori | 64’ Bagnoli |

| Arbitro: | Genovese (Avellino) |

|  |           |              |
|  | Marcatori | 18’ Bottazzi |

#### Girone di ritorno
| Arbitro: | Giove (Bari) |

|              |           |  |
| Cavaletti 7’ | Marcatori |  |

| La Spezia 9 febbraio 1992 19ª giornata | Spezia             | 0 – 0 | Pavia | Stadio Alberto Pinto\| Arbitro: \| Contente (Salerno) \| |
| Arbitro:                               | Contente (Salerno) |       |       |                                                          |

| Casale Monferrato 16 febbraio 1992 20ª giornata | Casale                  | 0 – 0 | Spezia | Stadio Natale Palli\| Arbitro: \| Pin (Conegliano Veneto) \| |
| Arbitro:                                        | Pin (Conegliano Veneto) |       |        |                                                              |

| Arbitro: | Franceschini (Bari) |

|  |           |                          |
|  | Marcatori | 4’ Brambilla 58’ Serioli |

| Arbitro: | Di Filippo (Chieti) |

|                              |           |                              |
| G. Gentilini 12’ R. Gori 25’ | Marcatori | 9’ (aut.) Seeber 87’ Faccini |

| Arbitro: | Borriello (Mantova) |

|             |           |          |
| Faccini 16’ | Marcatori | 58’ Seno |

| Arbitro: | Siciliano (Brindisi) |

|           |           |              |
| Rocca 59’ | Marcatori | 86’ G. Mosca |

| Arbitro: | Bortoli (Schio) |

|                   |           |                     |
| G. Mosca 57’, 65’ | Marcatori | 74’ (aut.) G. Mosca |

| Arbitro: | Pola (Rovereto) |

|           |           |            |
| Gallo 28’ | Marcatori | 12’ Caruso |

| Arbitro: | Baudo (Torino) |

|                             |           |                     |
| Rebesco 30’ A. Briaschi 39’ | Marcatori | 2’ Vecchi 45’ Tatti |

| Arbitro: | Lana (Torino) |

|             |           |  |
| Di Muri 77’ | Marcatori |  |

| Carpi 26 aprile 1992 29ª giornata | Carpi               | 0 – 0 | Spezia | Stadio Sandro Cabassi\| Arbitro: \| Minotti (Frosinone) \| |
| Arbitro:                          | Minotti (Frosinone) |       |        |                                                            |

| Arbitro: | Bizzotto (Castelfranco Veneto) |

|                                        |           |             |
| Bergamaschi 32’, 42’ G. Mosca 88’, 89’ | Marcatori | 9’ Tangorra |

| Massa 10 maggio 1992 31ª giornata | Massese        | 0 – 0 | Spezia | Stadio degli Oliveti\| Arbitro: \| Bazzi (Modena) \| |
| Arbitro:                          | Bazzi (Modena) |       |        |                                                      |

| Arbitro: | Gambino (Barletta) |

|                           |           |             |
| Montella 29’ Castelli 48’ | Marcatori | 62’ Faccini |

| Arbitro: | Capozzi (Vicenza) |

|             |           |                        |
| Faccini 65’ | Marcatori | 15’ Porfido 60’ Albino |

| Arbitro: | Curotti (Piacenza) |

|                         |           |  |
| Mezzini 12’ Mangoni 80’ | Marcatori |  |

### Coppa Italia Serie C

#### Fase a gironi
| Arbitro: | M. Branzoni (Pavia) |

|                                       |           |                                  |
| Alfano 32’, 55’, 60’ Fiori 81’ (rig.) | Marcatori | 41’ (rig.) Perinelli 87’ Faccini |

| Arbitro: | Iannello (Voghera) |

|             |           |  |
| Bagnoli 23’ | Marcatori |  |

| Arbitro: | Bizzotto (Castelfranco Veneto) |

|  |           |           |
|  | Marcatori | 81’ Catto |

| 28 agosto 1991 4ª giornata |  | – Turno di riposo Spezia |  |  |

| Arbitro: | Bonfrisco (Monza) |

|             |           |  |
| Bagnoli 70’ | Marcatori |  |

### Fase finale
| Arbitro: | Cirotti (Roma) |

|           |           |  |
| Gobbo 36’ | Marcatori |  |

| La Spezia 4 dicembre 1991 Sedicesimi di finale - Ritorno | Spezia                       | 0 – 0 | Massese | Stadio Alberto Picco\| Arbitro: \| Scotton (Bassano del Grappa) \| |
| Arbitro:                                                 | Scotton (Bassano del Grappa) |       |         |                                                                    |